# Claudinho
Cláudio Luiz Rodrigues Parise Leonel, meglio noto come Claudinho (São Vicente, 28 gennaio 1997), è un calciatore brasiliano naturalizzato russo, attaccante dell'Al-Sadd.

## Biografia
Nel 2023 viene naturalizzato cittadino russo.

## Caratteristiche tecniche
È un'ala sinistra.

## Carriera

### Club

#### Corinthians
Cresciuto nel settore giovanile del Corinthians, ha esordito in prima squadra il 19 marzo 2016 disputando l'incontro del Campionato Paulista vinto 4-0 contro il Linense.

#### Bragantino e Santo André
Senza ricevere molte opportunità al Corinthians, Claudinho è stato ceduto in prestito al Bragantino.

#### Ponte Preta
Il 28 maggio dell'anno seguente ha invece debuttato in Série A giocando con il Ponte Preta il match pareggiato 2-2 contro l'Atlético Mineiro.

#### Red Bull Brasil
Il 23 aprile 2019 viene ingaggiato dal Red Bull Brasil, prima della fusione con il Bragantino, avvenuta un anno dopo.
Dopo la fusione tra le due squadre di San Paolo, Claudinho ha iniziato come titolare nella squadra guidata da Antônio Carlos Zago e ha aiutato la sua squadra a vincere il Campeonato Brasileiro Série B 2019, venendo premiato come miglior giocatore della competizione. 
Nel 2020 è stato il capocannoniere della Série A brasiliana con 18 gol e ha anche vinto il premio ESPN Bola de Ouro come miglior giocatore della stagione.

#### Zenit
Il 13 agosto successivo, passa allo Zenit San Pietroburgo, campione di Russia in carica, per una cifra vicina ai 15 milioni di euro.
Nella sua prima stagione allo Zenit, è stato eletto miglior giocatore della stagione 2021-2022 del campionato russo. Chiude la sua prima stagione in Russia con 31 presenze, 10 reti e 3 assist.

### Nazionale
Nell'estate del 2021 viene inserito nella rosa dei 22 giocatori che partecipano alle olimpiadi a Tokyo dal C.T. André Jardine, competizione in cui giocherà tutte e 6 le partite e vincendo infine il titolo olimpico.

## Palmarès

### Club

#### Competizioni nazionali
- Campionato brasiliano: 1

Corinthians: 2015
- Campionato brasiliano di seconda divisione: 1

Bragantino: 2019
- Campionato russo: 3

Zenit San Pietroburgo: 2021-2022, 2022-2023, 2023-2024
- Supercoppa di Russia: 3

Zenit San Pietroburgo: 2022, 2023, 2024
- Coppa di Russia: 1

Zenit San Pietroburgo: 2023-2024
- Campionato qatariota: 1

Al-Sadd: 2024-2025

### Nazionale
- Oro olimpico: 1

Tokyo 2020

### Individuale
- Capocannoniere del campionato brasiliano: 1

2020 (18 reti, a pari merito con Luciano)
- Bola de Prata: 1

2020
- Bola de Ouro: 1

2020
- Calciatore russo dell'anno: 1

2021-2022